# Беренс, Фриц
Фридрих Франц Вилли «Фриц» Беренс (нем. Friedrich Behrens; 20 сентября 1909, Росток — 15 июля 1980, Цойтен) — немецкий (ГДР) экономист, педагог, профессор Лейпцигского университета, доктор наук (1936), академик Германской АН в Берлине (1956). Лауреат Национальной премии ГДР (1954).
Один из основателей Новой экономической системы планирования и руководства в ГДР.

## Биографии
Образование получил в Лейпцигском университете народного хозяйства и статистики. Член организации Социалистической рабочей молодёжи с 1924 по 1928 год и членом СДПГ с 1926 года. Позже присоединился к левому крылу  
Социалистической рабочей партии Германии. С 1932 года — член компартии Германии.
Был профессором политэкономии, деканом общественно-политического факультета университета им. К. Маркса в Лейпциге (1947—1954), руководителем Государственного центрального статистического управления (1955—1956), руководителем рабочей группы в институте экономики Германской АН (с 1957).
Автор работ по теоретическим вопросам марксистской политэкономии и истории экономических учений.

## Избранные труды
- Alte und neue Probleme der politischen Ökonomie, B., 1948;
- Die Arbeitspioduktivitat, Lpz., 1952;
- Grundriß einer Geschichte der politischen Ökonomie, B., 1956;
- Die politische Ökonomie bis zur bürgerlichen Klassik, B., 1962;
- Zur Theorie der Messung des Nutzeffektes der gesellschaftlichen Arbeit, B., 1963.